# دورگ کوئه‌ماها
دورگ کوئه‌ماها (انگلیسی: Dorge Kouemaha؛ زادهٔ ۲۸ ژوئن ۱۹۸۳) یک بازیکن فوتبال اهل کامرون است.
از باشگاه‌هایی که در آن بازی کرده‌است می‌توان به غازی عینتاب‌اسپور، کلوب بروژ، اینتراخت فرانکفورت، باشگاه فوتبال ام‌اس‌وی دویسبورگ، باشگاه فوتبال دبرسنی، آریس سالونیک، کایزرسلاوترن، آریس سالونیک، باشگاه فوتبال فولاد خوزستان و تیم ملی فوتبال کامرون اشاره کرد.
وی همچنین در تیم ملی فوتبال کامرون بازی کرده است.